# Vladimír Savčinský
Vladimír Savčinský (* 10. března 1963) je slovenský pedagog a politik SDKÚ-DS, po sametové revoluci československý poslanec Sněmovny lidu Federálního shromáždění za VPN, později za nástupnický subjekt ODÚ-VPN, od 90. let politik Demokratické strany.

## Biografie
V roce 1989 působil jako čerstvě promovaný učitel a vedoucí mládežnické organizace na gymnáziu v Bardejově. V listopadu 1989 se podílel na průběhu sametové revoluce v Bardejově, patřil k zakladatelům místní organizace VPN a mezi hlavní řečníky na demonstracích. Později byl i členem Republikové rady VPN.
Ve volbách roku 1990 byl zvolen za VPN do Sněmovny lidu (volební obvod Východoslovenský kraj). Po rozkladu VPN v roce 1991 nastoupil do poslaneckého klubu jedné z nástupnických formací ODÚ-VPN. Ve Federálním shromáždění setrval do voleb roku 1992. Zvolení do parlamentu původně neočekával, ale díky prudkému nárůstu voličské podpory VPN mandát ve FS získal. Byl členem předsednictva Federálního shromáždění a předsedou poslaneckého klubu VPN. V roce 1992 už mandát neobhajoval a rozhodl se centrální politickou úroveň opustit.
V roce 1995 se zmiňuje jako signatář veřejných výzev Demokratické strany. V roce 2004 se uvádí jako ředitel bardejovského gymnázia, člen Republikové rady Demokratické strany a pokladník jejího místního sdružení. Zasedal v městském zastupitelstvu. Zastával koncepci samostatné existence DS, byť dočasně jen na komunální a regionální úrovni.
V slovenských parlamentních volbách v roce 2010 byl na 49. místě kandidátky SDKÚ-DS, do parlamentu nebyl zvolen.